# 5051 Ralph
5051 Ralph este un asteroid din centura principală de asteroizi.

## Descriere
5051 Ralph este un asteroid din centura principală de asteroizi. A fost descoperit pe 24 septembrie 1984 la Brorfelde de Poul Jensen. El prezintă o orbită caracterizată de o semiaxă mare de 2,29 ua, o excentricitate de 0,14 și o înclinație de 5,9° în raport cu ecliptica.